# Hamazi

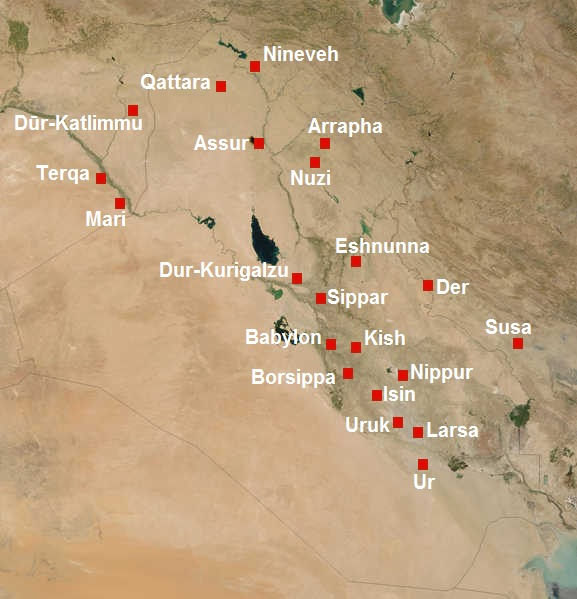
Mesopotamia en el II milenio a. C.

Hamazi o Khamazi (en sumerio: Ḫa-ma-ziki) fue un antiguo reino y ciudad-estado que llegó a su máxima importancia en torno al 2500/2400 a. C. Su situación es desconocida pero se encontraría al oeste de Zagros, entre Elam y Assur, posiblemente cerca de Nuzi o de la moderna Hamadan y, en todo caso, en la zona del Diyala.
Hamazi se conoció inicialmente por una inscripción en cuneiforme arcaico, commemorando una victoria de Utug o Uhub, un rey de Kish, sobre la ciudad en cuestión. La identificación de Laurence Waddel (1929) como Karkemish, ha sido descartada posteriormente. Una de las primeras referencias se encuentra en la épica "Enmerkar y el señor de Aratta" donde Enmerkar reza a Enki por la confusión entre lenguas de diversas tierras durante la construcción de los zigurats de Eridu y Uruk. Hamazi es la única tierra calificada como plurilingüe. En la secuela "Enmerkar y En-suhgir-ana" se narra cómo el brujo de Hamazi, Urgirinuna, va a ir Aratta tras la destrucción de su ciudad; después el señor de Aratta le va a enviar a someter Enmerkar, misión que no va a conseguir.
La lista de reyes sumerios nombra al rey Hadanish de Hamazi que habría ejercido la hegemonía sobre Sumer o sobre una parte al menos, después de derrotar a Kish, pero fue a su vez derrotado per Enshakushanna (En-Shakansha-Ana) de Uruk. Se cononce otro rey, de nombre Zizi, que aparece en una de las tablas de los archivos de Ebla, que es un mensaje diplomático enviado por el rey Irkab-Damu de Ebla a Zizi; el rey de Ebla que le envía la madera que solicitaba a cambio de mercenarios. 
Más tarde Hamazi aparece como una de las provincias de Amar-Sin en la dinastía de Ur III.; dos gobernadores durante esta dinastía llevan los nombres de Lu-nanna hijo de Namhani, y Ur-Ishkur. En el 2010 a. C. la provincia fue ocupada y saqueada por Ishbi-Erra de Isin al hundirse el imperio de Ur III.